# Työmies
Työmies var en tidning i Helsingfors 1895-1918. Den var även Finlands första arbetartidning. Från år 1906 var den Finlands Socialdemokratiska Partis tidning.
Työmies publicerades som en veckotidning fram till år 1899, då den blev sexdagars. Efter detta blev tidningen snabbt Finlands mest lästa arbetartidning. Senare under 1910-talet var den tillsammans med Helsingin Sanomat, Uusi Suometar och Hufvudstadsbladet en av Finlands största dagstidningar. År 1917 var Työmies, med sin upplaga på 80 000 exemplar, till och med landets största tidning. Dess sista nummer kom i inbördeskrigets slutskede i april 1918. Tidningen följdes av tidningen Suomen Sosialidemokraatti, som nu heter Demokraatti.